# Iss Pyaar Ko Kya Naam Doon?
Iss Pyaar Ko Kya Naam Doon? (इस प्यार को क्या नाम दूं?), también distribuida en inglés como Strange Love, es una telenovela india transmitida por Star Plus desde el 6 de junio de 2011 hasta el 30 de noviembre de 2012. Fue producida por 4 Lions Films, fue representada y protagonizada por Barun Sobti y Sanaya Irani.

## Sinopsis
Una historia de amor cruzada entre Khushi y Arnav con un contraste interesante de personalidades entrelazadas en una relación que oscila entre el amor y el odio.

## Reparto

### Principal
- Barun Sobti como Arnav Singh Raizada.
- Sanaya Irani como Khushi Kumari Gupta Singh Raizada.
- Vishesh Bansal como Aarav Singh Raizada.
- Daljeet Kaur Bhanot como Anjali Shyam Jha/Singh Raizada.
- Abhaas Mehta como Shyam Manohar Jha.
- Akshay Dogra como Akash Singh Raizada.
- Deepali Pansare como Payal Gupta Singh Raizada.

### Recurrente
- Jayshree T. como Devyani Raizada.
- Sanjay Batra como Shashi Gupta.
- Tuhina Vohra/Pyumori Mehta Ghosh como Garima Shashi Gupta.
- Abha Parmar como Madhumati Gupta.
- Utkarsha Naik como Manorama Raizada.
- Rajesh Jais como Manohar Raizada.
- Karan Goddwani como Nand Kishore (NK).
- Madhura Naik como Sheetal Kapoor.
- Sana Makbul como Lavanya Kashyap.
- Roshni Rastogi como amiga de Khushi.
- Swati Chitnis como Subhadra Devi.
- Dhriti Bhatia como Bubbly.
- Dinesh Nag como Hari Prasad.

## Emisión internacional
- Armenia: Armenia TV como Ի՞նչ կոչել այս սերը.
- Bolivia: Red Uno (2025)
- Bulgaria: Diema Family (2015-2016)  como Пътеки към щастието .
- Ecuador: Oromar Televisión (2019) como Duele Amar.
- Indonesia: SCTV como Khushi.
- Jamaica: CVM Television como Unforeseen Love.
- Namibia: NBC3 como Strange Love.
- Perú: Panamericana Televisión (2018-enero de 2019), (diciembre de 2019-presente) como Duele Amar.
- Reunión : Rèunión 1ère como La Promesse.
- Rusia: Kuban24 TV (desde el 4 de mayo de 2014) y U-TV (desde el 8 de diciembre de 2014) como "Как назвать эту любовь?"1.
- Tailandia: Channel 8 como แผนรักลวงใจ.
- Turquía: Kanal 7 como Bir Garip Aşk.
- Vietnam: HTV3 como Mối tình kỳ lạ.